# Rethwisch (Stormarn)
Rethwisch település Németországban, Schleswig-Holstein tartományban. Lakosainak száma 1208 fő (2023. december 31.).

## Népesség
A település népességének változása:
| Lakosok száma | 793  | 1189 | 1186 | 1206 | 1210 | 1208 |
|               | 1975 | 2017 | 2019 | 2021 | 2022 | 2023 |